# 汪游龍
汪游龍（16世紀—1640年），字六御，號時庵，南直隸安慶府懷寧縣人，明朝政治人物。

## 生平
汪游龍是崇禎三年（1630年）應天鄉試舉人，次年聯捷（1631年）進士，授靈山縣知縣。靈山與安南接壤，蜑戶和黎人經常作亂。汪游龍練兵儲糧，地方得以安定。不久，調任番禺縣。海盜劉香老入侵，他親自出戰，劉香老被擒。
陞福建道監察御史，番禺人民號哭送別。巡按福建時，遇上黃道周彈劾楊嗣昌被貶，他上疏營救。卒於任內。下僚為其收葬，遺物只有衣服數件。

## 家族
有子汪宗周、汪宗魯。

## 引用
1. ↑  《崇祯四年辛未科三百五十名进士履历》：汪猶龍，時菴，诗三房，乙巳九月初四日生。懷寧縣人，庚午一百四十二，會八十三，三甲一百二十二名。都察院政，授靈山知县，甲戌调番禺县，丁丑行取，戊寅钦选付建道御史，巡视西城、付建巡按，庚辰卒。曾祖桧。祖涣。父應楨。
2. 1 2  民國《懷寧縣志·卷十八·仕業》：汪游龍，字六御，崇禎辛未進士，授廣東靈山知縣，靈山接壤交阯，蜑戶黎人時煽為亂，游龍練兵設險，民賴以安。調番禺，值海寇劉香老入犯，親決戰不避矢石，香老卒成擒。擢監察御史按閩，值黃道周以劾楊嗣昌被謫，游龍力疏救之。卒之日僚屬往斂，惟敝衣數襲，咸為泣下。子宗周、宗魯別有傳。
3. ↑  民國《懷寧縣志·卷十五·選舉表》：崇禎庚午（舉人）……汪游龍
4. ↑  道光《安徽通志·卷一百三十九·人物》：汪游龍，字六御，懷寧人。崇禎辛未進士，知靈山縣，地接交阯，蜑戶黎人時煽為亂，游龍練兵設餉，民賴以安。調番禺，海寇劉香老入犯，當先決戰，不避矢石，香老就擒。擢御史，士民號泣遮擁有隨，舟數百里者。按閩，值黃道周以劾楊嗣昌被謫，力疏救之。卒於官，僚屬往斂，惟敝衣數襲而已。 《江南通志》